# Don Hutson
Donald Montgomery Hutson (Pine Bluff, 31 gennaio 1913 – Rancho Mirage, 26 giugno 1997) è stato un giocatore di football americano statunitense che fu la prima stella nel ruolo di wide receiver nella storia della National Football League.
È considerato da molti il primo ricevitore moderno.
Nella sua stagione da senior all'Università dell'Alabama nel 1934, Hutson fu classificato nella prima formazione All-American da sei differenti organizzazioni e nella seconda formazione da un'altra. Dopo la sua carriera da Alabama, si unì ai Green Bay Packers nel 1935 e si ritirò nel 1945 dopo 11 stagioni.
Hutson è accreditato per aver creato molte delle traiettorie dei passaggi della NFL dei giorni nostri. Nella sua epoca era un ricevitore dominante ed è largamente considerato uno dei migliori wide receiver della storia, detenendo quasi tutti i più importanti primati per un ricevitore all'epoca del suo ritiro. Hutson detiene ancora i seguenti record: maggior numero di stagioni da leader della lega in passaggi ricevuti (8), maggior numero di stagioni consecutive da leader nei passaggi ricevuti nella lega (5), maggior numero di stagioni da leader della lega in yard ricevute (7), maggior numero di stagioni consecutive da leader della lega in yard ricevute (4), maggior numero di stagioni da leader della lega in passaggi da touchdown ricevuti (9), maggior numero di stagioni consecutive da leader della lega in passaggi da touchdown ricevuti (5), maggior numero di stagioni da leader della lega in punti segnati (5) e maggior numero di stagioni consecutive da leader della lega in punti segnati (5).

## Carriera professionistica

### Wide receiver
Quando si laureò ad Alabama, Hutson fu poco considerato da diverse squadre della NFL a causa della sua bassa statura. Molti allenatori credevano non sarebbe stato in grado di adattarsi alle dinamiche del football professionistico ma Curly Lambeau dei Packers vide in Hutson il ricevitore perfetto per il suo attacco basato sui passaggi, che all'epoca era guidato dal quarterback Arnie Herber e da Johnny "Blood" McNally.

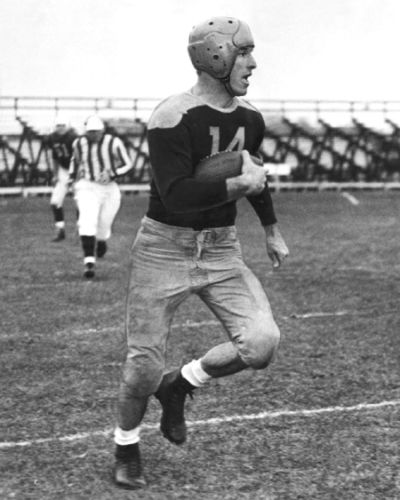
Hutson coi Packers

Prima dell'esistenza del draft, i giocatori di college potevano firmare con qualsiasi squadra essi volessero e, mentre Hutson firmò un contratto con Green Bay, ne siglò anche un altro con Brooklyn, con entrambi i contratti che giunsero negli uffici della NFL nello stesso momento. Il presidente della lega Joseph Carr dichiarò che Hutson sarebbe andato Green Bay, dal momento che il contratto coi Packers riportava una data più antecedente di quella di Brooklyn.
I tifosi dei Packers ricevettero un'anteprima delle qualità di Hutson nella sua prima partita. Nella prima giocata della carriera, Hutson ricevette un passaggio da touchdown di 83 yard da Arnie Herber. Fu il primo di 99 touchdown segnati su ricezione, un record NFL record che sarebbe resistito per 44 anni dopo il suo ritiro. Steve Largent superò il record di Hutson nel 1989, anche se 3 dei 100 touchdown di Largent giunsero contro giocatori di riserva. Il record stagionale di Hutson di 18 touchodown su ricezione nel 1942 resistette per 42 anni fino a quando Mark Clayton lo superò nel 1984, un anno in cui il quarterback dei Miami Dolphins Dan Marino completò più passaggi (362) di tutti i passaggi tentati dai Packers del 1942 (330).
In un'epoca in cui un gioco di successo tramite i passaggi era una cosa virtualmente sconosciuta, Don Hutson e i Green Bay Packers ne fecero il fulcro dei loro successi. Hutson detenne 18 dei principali record NFL all'epoca del ritiro, diversi dei quali resistettero per decenni e altri che devono ancora essere superati.
Due volte, nel 1941 e nel 1942, Hutson fu nominato MVP della NFL. Nel 1941, egli divenne il primo ricevitore a superare il muro dei 50 passaggi ricevuti in stagione e nella stagione successiva divenne il primo atleta a raggiungere quota mille yard ricevute in stagione. In totale, Hutson ricevette 488 passaggi per 7.991 yard. Egli segnò anche tre touchdown su corsa e altri tre TD su ritorno da intercetti, per un totale di 105. Hutson guidò la NFL in ricezioni per 8 volte nel corso delle sue 11 stagioni, comprese cinque volte consecutive (1941–1945). Egli guidò la NFL in yard ricevute per sette, comprese quattro volte consecutive nel periodo 1941-44. Guidò inoltre la lega in punti segnati per cinque annate consecutive (1941–45). Hutson detiene tuttora il maggior numero medio di touchdown a partita (0,85) per un wide receiver.

### Difesa e special team
Per molte delle sue 11 undici stagioni, Hutson fu anche il kicker dei Packers. Egli trasformò 172 extra point e sette field goal per un altro record della lega con 823 punti. Egli guidò la lega in extra point segnati e tentanti nel 1941, 1942 e 1945 e in field goal segnati nel 1943.
Come molti giocatori della sua epoca, Hutson giocava sia in attacco che in difesa. In difesa, Hutson fu un'ottima safety che intercetto 30 passaggi negli ultimi sei anni di carriera. Il massimo stagionale di Hutson fu nel 1943, quando intercettò 8 passaggi in sole 10 gare. Nel 1940, egli guidò la NFL con 6 intercetti.

## Palmarès

### Franchigia
- Campionati NFL : 3

Green Bay Packers: 1936, 1939, 1944

### Individuale
- MVP della NFL: 2

1941, 1942
- Leader della NFL in yard ricevute: 7 (record)

1936, 1938, 1939, 1941, 1942, 1943, 1944
- Leader della NFL in touchdown su ricezione: 9 (record)

1935, 1936, 1937, 1938, 1940, 1941, 1942, 1943, 1944
- Green Bay Packers Hall of Fame
- Formazione ideale della NFL degli anni 1930
- Formazione ideale del 75º anniversario della National Football League
- Formazione ideale del 100º anniversario della National Football League
- Numero 14 ritirato dai Packers
- Pro Football Hall of Fame
- Classificato al numero 9 tra i migliori cento giocatori di tutti i tempi da NFL.com